# Castello Planta-Wildenberg
Il castello Planta-Wildenberg è un castello nel comune di Zernez del cantone dei Grigioni in Svizzera. Fa parte dell'inventario dei beni culturali svizzeri d'importanza nazionale e regionale.

## Storia
È stato costruito intorno al 1280; fu in parte ricostruito nel XVIII secolo perché era stato danneggiato durante la guerra di Valtellina.